# يوليوس أنجيلو كاربنتر
يوليوس أنجيلو كاربنتر هو سياسي أمريكي، ولد في 19 أغسطس 1827 في أوكسبريدج في الولايات المتحدة، وتوفي في 30 مارس 1880 في إلجين في الولايات المتحدة. نشط حزبياً في الحزب الجمهوري. وقد انتخب عضو مجلس نواب إلينوي ‏.